# Sparnotheriodon
Sparnotheriodon — це вимерлий рід ссавців з родини Sparnotheriodontidae, який мешкав у середньому еоцені на території сучасної Аргентини. Скам'янілості цього роду були знайдені в формації Сарм'єнто в Аргентині.

## Опис
Спарнотеріодон був літоптерном середнього розміру. Sparnotheriodon і один вид Notiolofos, N. arquinotiensis, за оцінками, мали масу приблизно 400 кг, тоді як інший вид Notiolofos, N. regueroi, був меншим, з масою тіла, за оцінками, від 25 до 58 кг, що робить їх одними з найбільших літоптернів палеогену. Літоптерни не досягнуть таких розмірів до міоцену.

## Таксономія
Спарнотеріодон вперше був названий Мігелем Фернандо Соріа в 1980 році на основі нижньої щелепи та зубів з формації Сарм'єнто в Аргентині, типовим видом був Sparnotheriodon epsilonoides. У 1983 році Річард Сіфеллі умовно синонімізував Sparnotheriodon і Victorlemoinea, однак багато інших авторів вважають його відмінним.